# Cittadella di Magonza

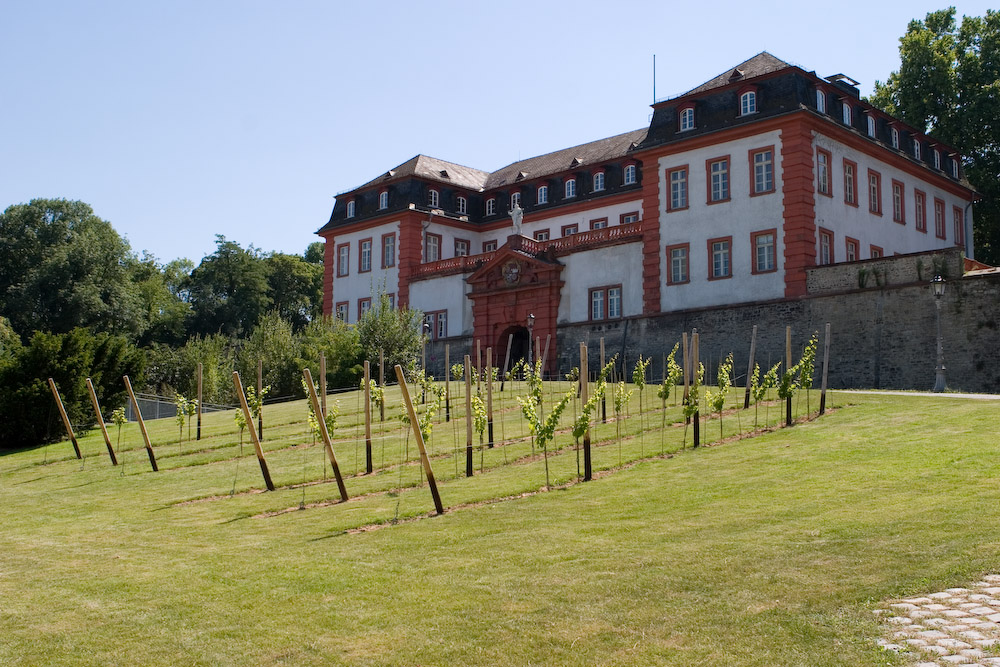
Edificio del comandante

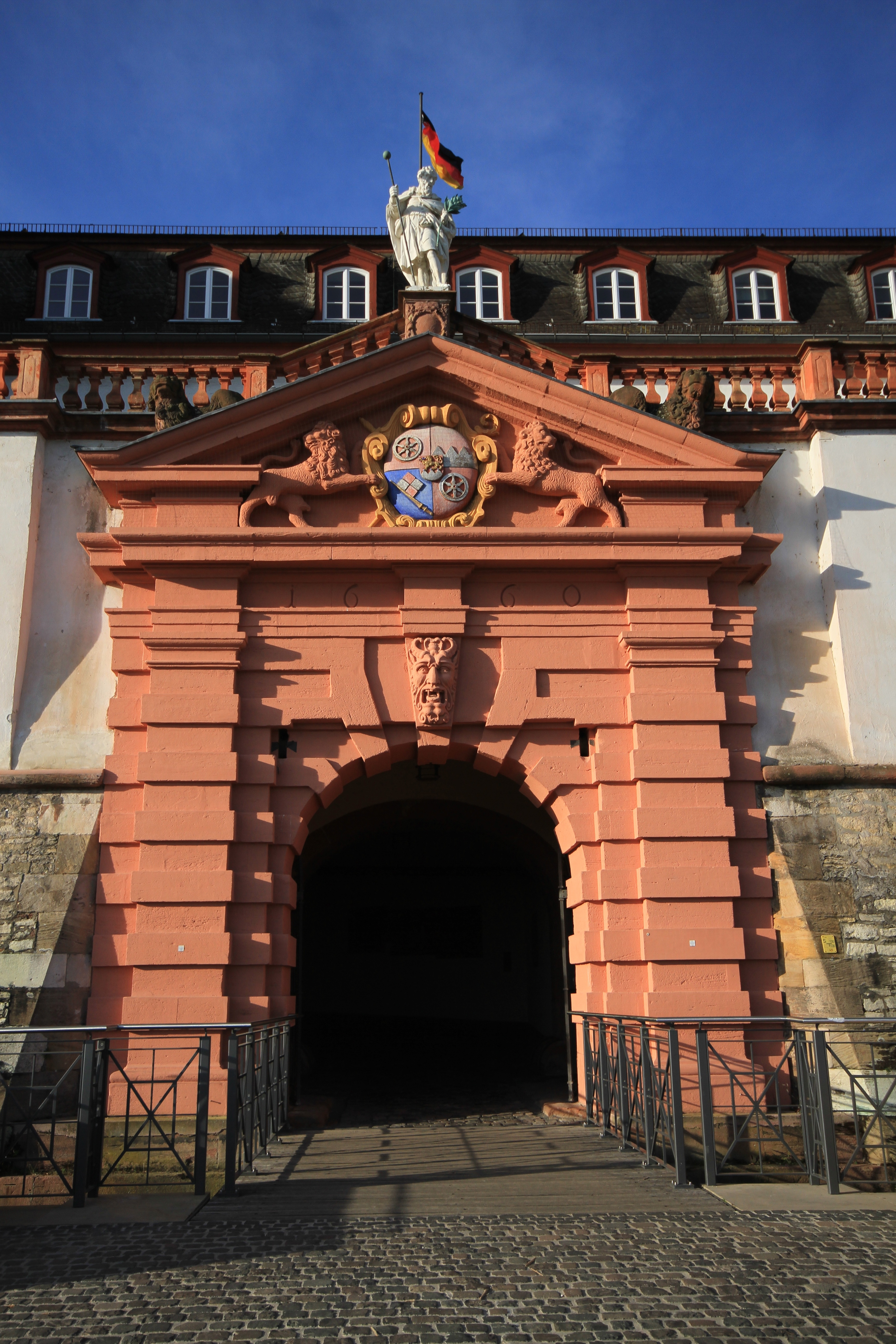
Porta principale della cittadella

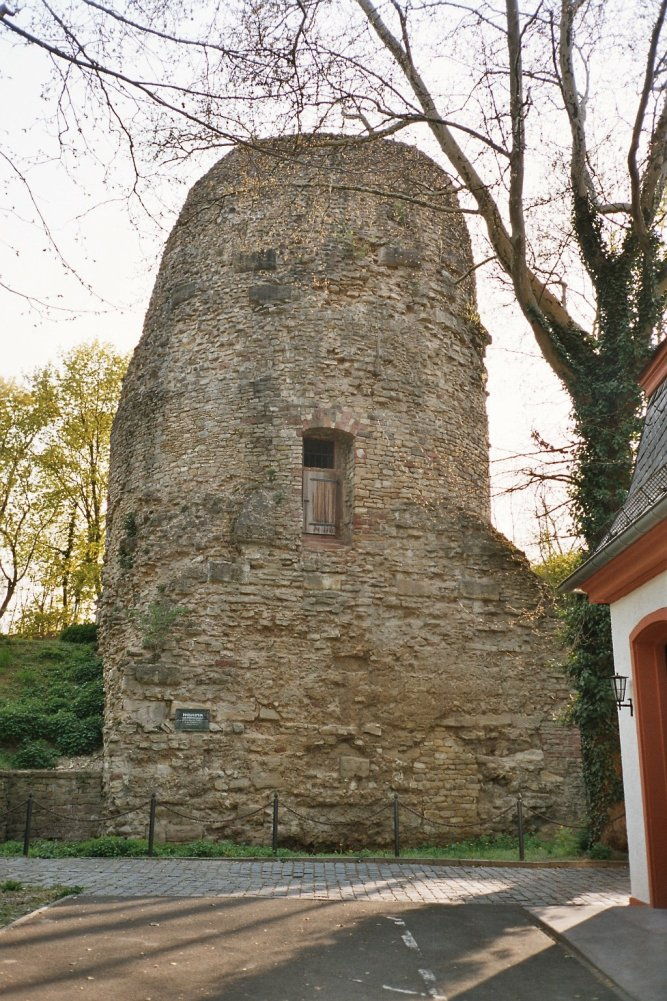
Drususstein, il cenotafio di Druso maggiore

La Cittadella di Magonza (in tedesco Zitadelle Mainz) è la maggiore opera di fortificazione alla moderna inserita nella fortezza di Magonza.

## Storia
Fu costruita dal canonico Adolph von Waldenburg tra il 1620 - 1629 su incarico di Johann Schweikhard von Kronberg, arcivescovo di Magonza (1604-1626). Il suo scopo era di fornire un rifugio sicuro ai governanti in caso di rivolta, ma anche e soprattutto quello di impressionare e intimorire il nemico, all'epoca rappresentato dalla Francia. Fu scelta una struttura a pianta quadrangolare regolare, circondata da un profondo fossato. L'accesso al cortile interno con il cenotafio di Druso maggiore avveniva attraverso un ponte. La traversa principale della cittadella è opera di Antonio Petrini.
In epoca moderna la struttura, ormai militarmente obsoleta, fu adattata a caserma e a prigione per prigionieri di guerra. La Fortezza, che come molte altre strutture simili non fu mai utilizzata, rimase nelle mani del Demanio Militare fino alla fine della prima guerra mondiale. Con il Trattato di Versailles e la demilitarizzazione della Renania, le truppe abbandonarono l'area. Fu quindi intrapresa una lunga opera di restauro e adeguamento, non ancora conclusa. Nel 1955 fu acquisita dalla città di Magonza e divenne sede del Museo di Storia della città di Magonza e del Museo di Storia della guarnigione di Magonza. All'interno della Fortezza si apre una grande terrazza da cui si può ammirare uno splendido panorama della città.